# Ninth International Red Cross Conference, Washington, D.C., May 7-17, 1912
Ninth International Red Cross Conference, Washington, D.C., May 7-17, 1912 è un cortometraggio muto del 1912. Non si conosce il nome del regista, né quello dell'operatore del film, un documentario di 210 metri prodotto dalla Edison.

## Produzione
Il film, girato a Washington D.C., fu prodotto dalla Edison Company.

## Distribuzione
Distribuito dalla General Film Company, il film - un documentario di 210 metri - uscì nelle sale cinematografiche degli Stati Uniti il 3 agosto 1912. Nelle proiezioni, veniva programmato con il sistema dello split reel, accorpato in un'unica bobina con un altro cortometraggio prodotto dalla Edison, Mary Had a Little Lamb.